# DM i cykelcross 2001
Danmarksmesterskaberne i cykelcross 2001 var den 32. udgave af DM i cykelcross. Mesterskabet fandt sted 14. januar 2001 på en rundstrækning i og ved Odense Cykelbane i Odense.
Henrik Djernis som før dette mesterskab havde vundet 15 gange i 16 forsøg, kørte sit sidste danmarksmesterskab i cykelcross. Før den første senior-sejr i 1985 vandt han i årene inden fem titler i lige så mange forsøg hjem i drenge-, ungdoms- og juniorrækken. Djernis sluttede også dette mesterskab i 2001 med at vinde løbet.

## Resultater
| Event        | Guld           | Sølv                | Bronze         |
| ------------ | -------------- | ------------------- | -------------- |
| Herrer       |                |                     |                |
| Herrer elite | Henrik Djernis | Peter Riis Andersen | Rene Lohse     |
| Herrejunior  | Dan Andersen   | Søren Jørgensen     | Asger Mølgaard |